# Icade
Icade é um fundo multinacional de investimento imobiliário com sede em Issy-les-Moulineaux, Paris, França, e é uma subsidiária da Caisse des dépôts et consignations. O nome é uma abreviatura de Immobilière Caisse des Dépôts. Invista em vários tipos de propriedades, incluindo saúde, escritórios, parques comerciais, habitação e instalações públicas. É uma das empresas imobiliárias mais importantes da França.